# タフト (イラン)
タフト（ペルシア語: تفت）は、イランの都市である。ヤズド州タフト郡に属し、郡都に定められている。2006年当時の人口は約15,000人。

## 歴史
タフトに関する最古の記録は15世紀に遡り、いくつかの15世紀当時の建築物が残存している。町の周囲にはガージャール朝期に建設されたと思われる塔と城塞が建てられているが、町を取り囲む城壁が建設された形跡は確認されていない。
1906年のイラン立憲革命の後、タフトでモハンマド・バンナーが率いる武装勢力の蜂起が勃発し、反乱は1911年まで続いた。

## 地理、気候
州都のヤズドから南西に20km離れ、標高1560mの地点に位置する。町の中を通る涸れ川は増水期になると水で満たされ、川によって居住区が2つに分割されている。町の南西には3,000m超の山地が広がり、カナートを利用して山脈の地下水を取り入れている。
タフトの気候は温暖で乾燥しており、ヤズドに比べて寒冷である。町は快適な気候と水のほか、ザクロやブドウなどの農産物で知られている。

## 住民
住民の間では主にイスラム教シーア派の十二イマーム派が信仰されていると見られるが、ゾロアスター教徒も居住している。近隣の地域と同様にタフトも長期の間ゾロアスター教徒の居住地となっており、町の北には寺院も建てられていたが、19世紀にはゾロアスター教徒が迫害を受けていたことが報告されている。

## 観光
タフトを訪れた旅行家は町の近郊にある洞窟について言及しており、洞窟の内部にある池は現地の住民に親しまれ、池にまつわる伝承も存在する。洞窟の池のほか、近郊の高台を流れる滝も観光名所となっている。